# روملانغ
روملانغ (بالألمانية: Rümlang) هي بلدية تقع في مقاطعة ديلسدورف الواقعة ضمن كانتون زيورخ في سويسرا. تبلغ مساحتها 12.39 كم مربع، ويقدر عدد سكانها بـ 7968 نسمة حسب تعداد السكان الذي أجري في ديسمبر عام 2015م.